# Darelys Santos
Darelys Yahel Santos Domínguez (28 de junio de 1994) es una modelo panameña y campeona de concursos de belleza que fue coronada Miss Internacional Panamá 2017 y también coronada como Miss Supranacional Panamá 2020. Representó a Panamá en el Miss Internacional 2017 y en el Miss Supranacional 2021.

## Biografía
Santos mide 1,95m de altura y compitió en el certamen nacional de belleza Señorita Panamá 2017 donde quedó como primera finalista. Representó al estado de Panamá Norte.Representó a Panamá en el certamen Miss Internacional 2017, que se llevó a cabo el 14 de noviembre de 2017 en Tokio, Japón. Terminó entre los 15 mejores semifinalistas. Debido a la pandemia de COVID-19, el pasado 9 de octubre la Organización Señorita Panamá mediante casting virtual anunció a Santos como la nueva Señorita Panamá Supranacional para el 2020 y representará a su país en el Miss Supranacional 2021. y se ubicó en el Top 24, donde ocupó el puesto 17.